# Ternitz
Ternitz est une commune autrichienne du district de Neunkirchen en Basse-Autriche.

## Géographie
Ternitz se trouve dans le Schwarzatal inférieur au début du champ de pierre (la plaine sec) dans le quartier industriel (aussi le quartier sous la forêt viennoise) en Basse-Autriche.

Le plus haut point de la commune est, le domaine de commune de Ternitz sous forme la clôture nordique du monde bossu à la côte orientale alpine.

La rivière principale est le Schwarza qui s'écoules dans le domaine de commune dans la direction d'est d'ouest. Au cours de lignes du quartier Pottschach, la rivière est la frontière au domaine de la commune de Wimpassing an der Leitha dans le Schwarzatale.
Tout le territoire de la ville s'étend sur une surface d'environ 65,32 km ² (6539 hectares).

De cette place globale, 56,59 % (3700 hectares) revient à des domaines de forêt, 29,10 % ou en 1902 l'hectare sur les surfaces agricole utilisées (des champs labourés, prés et pâturages de chapeau) et 1,65 % sont expulsés comme la surface de construction.
La part d'espace vert fait en tout plus de 91 %.

## Histoire
Le nom "Ternitz" est mentionné en 1352 pour la première fois comme le nom toponymique documentaire (pour le Tehannts, Urbar sur le Saint Lorenzen).
Le centre du Ternitz d'aujourd'hui pourrait déjà avoir été peuplé tout près au Moyen Âge, mais cela se dépeuplait au cours des siècles. Le redressement venait de nouveau au XIXe siècle par la prolongation des chemins de fer en 1842 (la gare Ternitz en 1847) et par la construction d'un ouvrage de marteau en 1846 par Franz Müller.
En 1862 Alessandro von Schoeller achetait l'usine du propriétaire de cette époque-là Reichenbach et fondait quatre ans plus tard les usines sidérurgiques Ternitzer et les aciéries ( Schoeller-Bleckmann). Des cités ouvrières apparaissaient par l'établissement de la sidérurgie et la population augmentait en permanence, bientôt plus de 1000 personnes travaillaient à l'ouvrage(à l'usine,au mécanisme).

Le domaine d'agglomération Ternitzer se trouvait sur les domaines(régions) des communes du Saint Johann au champ de pierre, à la pierre sombre et Rohrbach au champ de pierre. En 1923 la consolidation de ces trois endroits résulte à la commune Ternitz. En 1948 Ternitz est levé à la ville. En 1969 les communes Flatz et Sieding s'unissaient avec Ternitz et en 1974 résulte la consolidation des communes Pottschach et Raglitz avec la municipalité Ternitz.

## Personnalitées liées a la communauté
- Karl Spiehs (1931-2022), producteur de cinéma autrichien.